# UD・SLF
SLF（エスエルエフ）は、UDトラックスの大型路線バスである。UDバスィズの路線バスとしてはほかに連節バスのBRTがある。

## 概要
インドをはじめとする新興国向けの路線バス用準低床大型バスで、リアエンジン式を採用する。
座席は36席で、デンソー製の空調を備える。
GH8エンジンは直列6気筒8リッターのユーロIV適合ディーゼルエンジン（ターボチャージャー付き・インタークーラー付き）、 ZF製の6速AT(230hp/2200rpm)を採用する。
ABS、ドアブレーキシステム、ニュートラルバスストッピングシステムおよび3点式シートベルトが装備されている。
製造元はUDトラックスで純正車体を架装する。生産工場は、試作車はボルボ・バスィズインディアであったが、量産車はVolvo/SM Kannapa合弁工場である。

## 歴史
2014年にボルボグループはUDバスィズプロジェクトを導入した。UDバスィズは路線バスと観光バスを含んでおり、ボルボバスィズの一種に含まれている。UDバスィズの市場は最初はインドだが、最後は他のアジア新興国にも広がる見込み。
2015年にSLFの試作車をバンガロールのBMTCが運行し始めた。